# Craon (rivière)
Pour les articles homonymes, voir Craon.
Le Craon est une rivière française dont le cours est intégralement compris dans le département du Cher, et un affluent de l'Airin, donc un sous-affluent de la Loire par l'Yèvre.

## Géographie
C'est un affluent de l'Airin, avec lequel il conflue sur la commune de Vornay.

### Communes et cantons traversés
D'une longueur de 23,7 kilomètres, il traverse les cinq communes suivantes de Laverdines (source), Nérondes, Bengy-sur-Craon, Jussy-Champagne et Vornay (embouchure).

### Bassin versant
Le Craon traverse une seule zone hydrographique Le Craon & ses affluents (K553), de 65 km2 de superficie. Ce bassin versant est constitué à 84,08 % de « territoires agricoles », à 14,45 % de « forêts et milieux semi-naturels », à 1,35 % de « surfaces en eau », à 0,99 % de « territoires artificialisés ».

## Affluents
Le Craon a deux tronçons affluents référencés :